# Dragutin Gorjanović-Kramberger
Dragutin Gorjanović-Kramberger (ur. 25 października 1856 w Zagrzebiu, zm. 22 grudnia 1936 tamże) – chorwacki geolog, paleontolog i antropolog.

## Życiorys
Studiował paleontologię w Zurychu i Monachium. Po studiach pracował na stanowisku asystenta w chorwackim Muzeum Narodowym. W 1879 roku doktoryzował się w Tybindze. W latach 1883–1924 pracował na Wydziale Filozoficznym Uniwersytetu w Zagrzebiu. W latach 1893–1924 kierował Katedrą Geologii i Paleontologii tejże uczelni. W 1896 uzyskał tytuł naukowy profesora.
Jego naukowe zainteresowania skupiały się wokół paleontologii, stratygrafii, tektoniki, paleoklimatologii, hydrografii i kartografii geologicznej. W 1899 roku na wzgórzu Hušnjakovo brdo koło Krapiny odkrył szczątki człowieka neandertalskiego. W związku z tym odkryciem w 1905 roku wydał monografię Diluvijalni čovjek iz Krapine u Hrvatskoj. Jest uważany za współtwórcę paleoantropologii.
W 1909 roku utworzył Komisję Geologiczną dla Chorwacji i Slawonii. W tym samym roku został członkiem zwyczajnym Jugosłowiańskiej Akademii Nauki i Sztuki. W 1911 roku założył czasopismo naukowe Vijesti geološkog povjerenstva. Był autorem 237 artykułów naukowych.